# Sistema (música)

Sistema de duas pautas

Em música, chama-se sistema a conjugação de duas ou mais pautas que devem ser executadas simultaneamente.
O sistema de duas pautas mostrado na figura, e que utiliza na pauta inferior, a clave do baixo e, na superior, a clave aguda, possibilita a escrita de até quatro oitavas, incluindo duas linhas complementares na pauta superior para o Dó soprano e duas linhas complementares na clave do baixo, inferior, para o Dó profundo. Observe-se, entretanto que podem ser utilizadas mais de duas linhas complementares (ver o verbete Pauta (música).

## Sobre a pauta dupla
Em inglês a pauta dupla é chama de grand staff porque as duas pautas permitem que se anote praticamente todas as notas musicais sem muitas linhas suplementares ou com notações de deslocamento de oitavas tais como 8va (do italiano ottava significando: toque isto uma oitava acima) ou 8vb (do italiano ottava bassa para a execução uma oitava abaixo da indicação na pauta. Para outras notações ver também o verbete [em inglês] Oitava – Notação ). A indicação na pauta dupla de que tanto a pauta dos agudos como do baixo devem ser executadas ao mesmo tempo é feita utilizando-se o símbolo  chave ({}.
Praticamente toda a música para teclado foi escrita na pauta dupla assim como algumas músicas para coro.

## Dó médio
O Dó Médio ou Dó Central ou Dó3 (C3) são diferentes nomenclaturas que se referem à mesma nota. O Dó Médio tem esse nome porque fica exatamente no meio da pauta dupla, entre a pauta superior (dos agudos) e a inferior (do baixo). Atualmente "editores musicais"/"sofwares de notação musical" são capazes de estabelecer um espaço grande entre a pauta superior e inferior do sistema de duas pautas, fazendo com que o "Dó Médio" não se localize exatamente entre as duas pautas. Outra característica que o "Dó Médio" possui, é que, em um sistema de pauta dupla, o Dó médio se localiza na pauta superior (Clave de Sol na segunda linha) na primeira linha suplementar inferior, e na pauta inferior (Clave de Fá na quarta linha), na primeira linha suplementar superior.
 O termo Dó Central refere-se ao fato desta nota "Dó" situar-se no centro do teclado de um Instrumento de tecla. Porém, essa nota não se localiza exatamente no meio do teclado. Se tomarmos como exemplo um piano moderno de 88 teclas/notas (52 teclas brancas e 36 teclas pretas), esse "Dó médio" não será a nota central do teclado, mas será a única nota "Dó bequadro" das 5 teclas brancas situadas precisamente na região central do teclado do piano.
Já o Dó4, é a denominação dada a nota dó na quarta oitava da escala geral dos sons, que às vezes é chamado de Dó3 quando se considera que a primeira oitava é a 0. Sua freqüência é de aproximadamente 261.6 Hz.